# William Stravato
William Stravato (Fondi, 1º giugno 1968) è un chitarrista e compositore italiano.
All'età di 26 anni decide di partire per gli USA, dove al Guitar Institute of Technology (G.I.T.) di Los Angeles studia chitarra con Scott Henderson, Mike Miller, Brett Garsed, Mike Stern, e Frank Gambale.
Tornato dagli stati uniti pubblica il suo primo disco, Survivor, coi noti Brett Garsed e Michael Angelo. In seguito porterà avanti il proprio progetto musicale con altri quattro album.
È docente presso il “Saint Louis Music College” di Roma ed è autore per la rivista “Axe Magazine”.

## Discografia
- Survivor - 1999
- Cybertones - 2002
- Guitar Chef - 2002
- Beyond Inspiration - 2003
- Contact - 2004
- Uranus - 2014